# Dar El Beïda
Dar el Beïda är en ort i Algeriet.   Den ligger i provinsen Alger, i den norra delen av landet, 16 km öster om huvudstaden Alger. Dar el Beïda ligger 17 meter över havet och antalet invånare är 37 311.
Terrängen runt Dar el Beïda är platt. Havet är nära Dar el Beïda åt nordväst.Runt Dar el Beïda är det mycket tätbefolkat, med 6 711 invånare per kvadratkilometer. Närmaste större samhälle är Alger, 15,8 km väster om Dar el Beïda. Trakten runt Dar el Beïda består till största delen av jordbruksmark.